# James Mason
James Neville Mason (Huddersfield, 15 maggio 1909 – Losanna, 27 luglio 1984) è stato un attore britannico.

## Biografia
Nacque a Huddersfield, nel West Riding (Yorkshire), da John e Mabel Hattersley. Suo padre era un ricco commerciante. Dopo aver frequentato il college a Marlborough, studiò architettura a Peterhouse (Università di Cambridge) dove si laureò. Il suo debutto come attore risale al 1933, ma solo nel 1949 egli comparve per la prima volta in un film di produzione hollywoodiana.
Dal 1935 al 1948 recitò in molti film inglesi. Fu obiettore di coscienza durante la seconda guerra mondiale, decisione che causò la rottura con la sua famiglia per molti anni. Mason divenne molto popolare per i suoi cupi personaggi di antieroe in una serie di film prodotti negli anni quaranta dalla Gainsborough Pictures, tra i quali L'uomo in grigio (1943) e La bella avventuriera (1945). Recitò con Deborah Kerr e Robert Newton nel film Il castello del cappellaio (1942), ma la svolta avvenne quando ottenne il ruolo principale nel film Settimo velo (1945), record d'incassi in Gran Bretagna e acclamato dalla critica e dal pubblico, che lo elevò alla notorietà internazionale. In seguito recitò la parte di un rapinatore ferito a morte in una banca irlandese nel film Fuggiasco (1947) e di un medico nel suo primo film hollywoodiano, Presi nella morsa (1949). La critica lo consacrò come la star più popolare in Gran Bretagna.

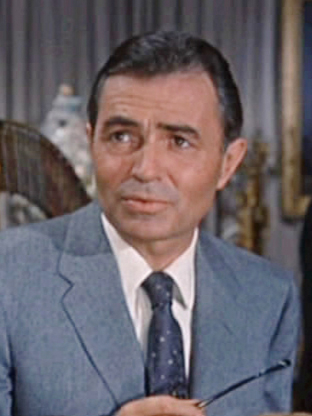
James Mason in Intrigo Internazionale

Il bell'aspetto e l'inconfondibile voce minacciosa permisero a Mason di interpretare vari personaggi quali Bruto in Giulio Cesare (1953), il feldmaresciallo Erwin Rommel in Rommel, la volpe del deserto (1951), il cameriere amorale che è anche una spia in Operazione Cicero (1952) di Joseph L. Mankiewicz, l'attore in declino in È nata una stella (1954), il capitano Nemo in Ventimila leghe sotto i mari (1954), l'insegnante di una piccola scuola di paese in Dietro lo specchio (1956), una spia in Intrigo internazionale (1959) di Alfred Hitchcock, un esploratore determinato in Viaggio al centro della Terra (1959).

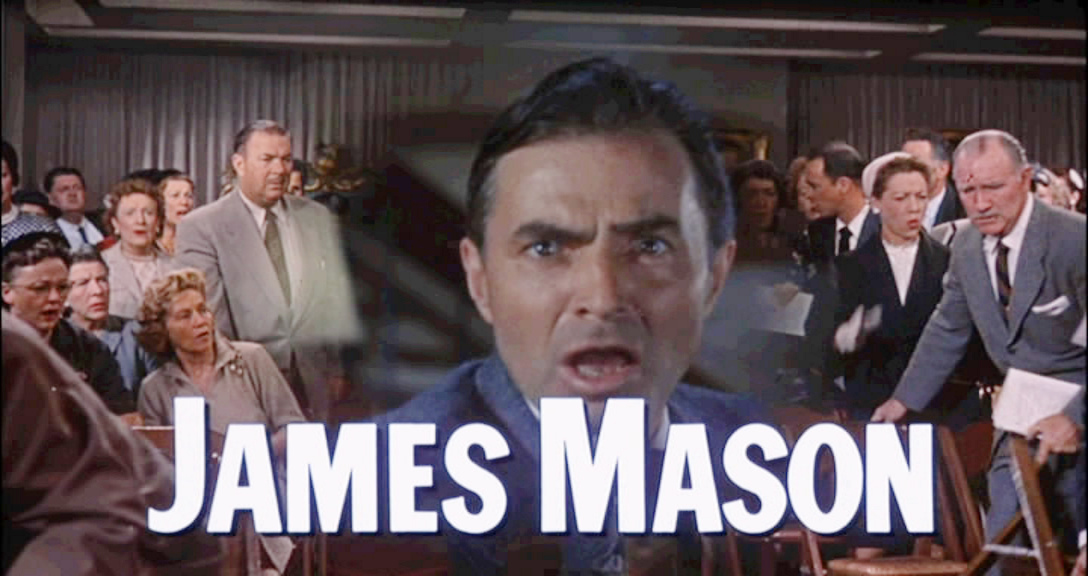
L'attore nel trailer di Intrigo internazionale di Alfred Hitchcock (1959)

La sua carriera proseguì negli anni sessanta con i ruoli del professor Humbert Humbert in Lolita (1962) di Stanley Kubrick, di un pirata che tradisce Peter O'Toole in Lord Jim (1965), del malvagio dottor Polidori in Frankenstein, The True Story (1973), del proprietario di una piantagione nel controverso film Mandingo (1975), di un servo del vampiro Richard Straker nella miniserie televisiva Le notti di Salem, e del surreale capitano Hughes in Barbagialla, il terrore dei sette mari e mezzo (1983). Uno dei suoi ultimi ruoli, quello del corrotto avvocato Ed Concannon in Il verdetto (1982), gli valse la sua terza e ultima candidatura all'Oscar.
Ottenne tre volte la candidatura al premio Oscar, ma non riuscì mai a vincerlo. Nel 1958 venne preso in considerazione per interpretare il ruolo di James Bond nell'adattamento televisivo del romanzo A 007, dalla Russia con amore di Ian Fleming, ma alla fine lo spettacolo non fu mai prodotto. Negli ultimi anni lavorò come narratore per una serie televisiva britannica sui film di Charlie Chaplin, che fu trasmessa negli Stati Uniti e successivamente in home video.
Mentore dell'attore Sam Neill, Mason morì in seguito a un infarto nella sua casa di Losanna, in Svizzera, all'età di 75 anni. La sua tomba, posta sotto una semplice lapide di marmo, si trova nel piccolo cimitero di Corsier-sur-Vevey, nel Canton Vaud in Svizzera, poco distante da quella di Charlie Chaplin.

## Vita privata
Mason si sposò due volte, prima con l'attrice Pamela Kellino, dalla quale nel 1948 ebbe una figlia, Portland Mason Schuyler (morta nel 2004), e un figlio, Morgan (nato nel 1955), che ha sposato la cantante statunitense Belinda Carlisle. La seconda moglie, sposata nel 1971, fu l'attrice australiana Clarissa Kaye.

## Opere letterarie
Mason e la prima moglie Pamela erano amanti degli animali, soprattutto gatti. Insieme scrissero il libro The Cats in Our Lives, che è stato pubblicato nel 1949. Mason ha scritto la maggior parte del libro che ha anche illustrato, in cui ha raccontato storie divertenti e talvolta toccanti dei gatti (così come di alcuni cani) che aveva conosciuto e amato. Mason è autore anche di Before I Forget (Prima che io dimentichi), volume autobiografico edito nel 1981.

## Filmografia parziale

### Cinema
- Elisabetta d'Inghilterra (Fire Over England), regia di William K. Howard (1937)
- Il mulino sulla Floss (The Mill on the Floss), regia di Tim Whelan (1937)
- Il trionfo della Primula Rossa (Return of the Scarlet Pimpernel), regia di Hanns Schwarz (1937)
- Il ricattatore (This Man is Dangerous), regia di Lawrence Huntington (1941)
- Il castello del cappellaio (Hatter's Castle), regia di Lance Comfort (1942)
- Missione segreta (Secret Mission), regia di Harold French (1942)
- L'uomo in grigio (The Man in Grey), regia di Leslie Arliss (1943)
- Il mio amore vivrà (Fanny by Gaslight), regia di Anthony Asquith (1945)
- La bella avventuriera (The Wicked Lady), regia di Leslie Arliss (1945)
- Settimo velo (The Seventh Veil), regia di Compton Bennett (1945)
- Fuggiasco (Odd Man Out), regia di Carol Reed (1947)
- Persecuzione (The Upturned Glass), regia di Lawrence Huntington (1947)
- Madame Bovary, regia di Vincente Minnelli (1949)
- I marciapiedi di New York (East Side, West Side), regia di Mervyn LeRoy (1949)
- Presi nella morsa (Caught), regia di Max Ophüls (1949)
- Sgomento (The Reckless Moment), regia di Max Ophüls (1949)
- Appuntamento con la morte (One Way Street), regia di Hugo Fregonese (1950)
- Pandora (Pandora and the Flying Dutchman), regia di Albert Lewin (1951)
- Rommel, la volpe del deserto (The Desert Fox: The Story of Rommel), regia di Henry Hathaway (1951)
- Operazione Cicero (5 Fingers), regia di Joseph L. Mankiewicz (1952)
- Adultera senza peccato (Lady Possessed), regia di William Spier (1952)
- Il prigioniero di Zenda (The Prisoner of Zenda), regia di Richard Thorpe (1952)
- Uomini senza paura (Face to Face), regia di John Brahm e Bretaigne Windust (1952)
- Accadde a Berlino (The Man Between), regia di Carol Reed (1953)
- I deportati di Botany Bay (Botany Bay), regia di John Farrow (1953)
- Giulio Cesare (Julius Caesar), regia di Joseph L. Mankiewicz (1953)
- Storia di tre amori (The Story of Three Loves), regia di Vincente Minnelli e Gottfried Reinhardt (1953)
- I topi del deserto (The Desert Rats), regia di Robert Wise (1953)
- Destino a tre volti (Charade), regia di Roy Kellino (1953)
- Ventimila leghe sotto i mari (20000 Leagues Under the Sea), regia di Richard Fleischer (1954)
- È nata una stella (A Star is Born), regia di George Cukor (1954)
- Il principe coraggioso (Prince Valiant), regia di Henry Hathaway (1954)
- Dietro lo specchio (Bigger Than Life), regia di Nicholas Ray (1956)
- Il suo angelo custode (Forever, Darling), regia di Alexander Hall (1956)
- L'isola nel sole (Island in the Sun), regia di Robert Rossen (1957)
- Lama alla gola (Cry Terror!), regia di Andrew L. Stone (1958)
- Infamia sul mare (The Decks Ran Red), regia di Andrew L. Stone (1958)
- Intrigo internazionale (North By Northwest), regia di Alfred Hitchcock (1959)
- Viaggio al centro della terra (Journey to the Center of the Heart), regia di Henry Levin (1959)
- Quasi una truffa (A Touch of Larceny), regia di Guy Hamilton (1959)
- Carosello matrimoniale (The Marriage-Go-Round), regia di Walter Lang (1960)
- Il garofano verde (The Trials of Oscar Wilde), regia di Ken Hughes (1960)
- Lolita, regia di Stanley Kubrick (1962)
- Fuga da Zahrain (Escape from Zahrain), regia di Ronald Neame (1962)
- L'isola della violenza (Hero's Island), regia di Leslie Stevens (1962)
- Tiara Tahiti, regia di Ted Kotcheff (1962)
- Finché dura la tempesta (Beta Som), regia di Charles Frend e Bruno Vailati (1963)
- La caduta dell'Impero romano (The Fall of the Roman Empire), regia di Anthony Mann (1964)
- Frenesia del piacere (The Pumpkin Eater), regia di Jack Clayton (1964)
- Lord Jim, regia di Richard Brooks (1965)
- Amori di una calda estate (Los pianos mecánicos), regia di Juan Antonio Bardem (1965)
- Gengis Khan il conquistatore (Genghis Khan), regia di Henry Levin (1965)
- La caduta delle aquile (The Blue Max), regia di John Guillermin (1966)
- Georgy, svegliati (Georgy Girl), regia di Silvio Narizzano (1966)
- Chiamata per il morto (The Deadly Affair), regia di Sidney Lumet (1966)
- Uno sconosciuto in casa (Stranger in the House), regia di Pierre Rouve (1967)
- Duffy, il re del doppio gioco (Duffy), regia di Robert Parrish (1968)
- Il gabbiano (The Sea Gull), regia di Sidney Lumet (1968)
- Mayerling, regia di Terence Young (1968)
- Age of Consent, regia di Michael Powell (1969)
- L'uomo dalle due ombre (De la part des copains), regia di Terence Young (1970)
- E continuavano a fregarsi il milione di dollari (Bad Man's River), regia di Eugenio Martín (1971)
- Kill, regia di Romain Gary (1971)
- Spirale d'odio (Child's Play), regia di Sidney Lumet (1972)
- L'agente speciale Mackintosh (The MacKintosh Man), regia di John Huston (1973)
- Un rebus per l'assassino (The Last of Sheila), regia di Herbert Ross (1973)
- Niente può essere lasciato al caso (11 Harrowhouse), regia di Aram Avakian (1974)
- Contratto marsigliese (The Marseille Contract), regia di Robert Parrish (1974)
- Autobiografia di una principessa (Autobiography of a Princess), regia di James Ivory (1975)
- La città sconvolta: caccia spietata ai rapitori, regia di Fernando Di Leo (1975)
- Gente di rispetto, regia di Luigi Zampa (1975)
- Mandingo, regia di Richard Fleischer (1975)
- La polizia interviene: ordine di uccidere!, regia di Giuseppe Rosati (1975)
- La nave dei dannati (Voyage of the Damned), regia di Stuart Rosenberg (1976)
- Paura in città, regia di Giuseppe Rosati (1976)
- La croce di ferro (Cross of Iron), regia di Sam Peckinpah (1977)
- Assassinio su commissione (Murder by Decree), regia di Bob Clark (1978)
- Il paradiso può attendere (Heaven Can Wait), regia di Warren Beatty e Buck Henry (1978)
- I ragazzi venuti dal Brasile (The Boys from Brazil), regia di Franklin Schaffner (1978)
- Casablanca Passage (The Passage), regia di J. Lee Thompson (1979)
- Linea di sangue (Bloodline), regia di Terence Young (1979)
- Attacco: piattaforma Jennifer (North Sea Hijack), regia di Don Taylor (1979)
- Delitto sotto il sole (Evil Under The Sun), regia di Guy Hamilton (1982)
- Il verdetto (The Verdict), regia di Sidney Lumet (1982)
- Barbagialla, il terrore dei sette mari e mezzo (Yellowbeard), regia di Mel Damski (1983)
- Assisi Underground (The Assisi Underground), regia di Alexander Ramati (1984)
- Battuta di caccia (The Shooting Party), regia di Alan Bridges (1984)
- Il dottor Fisher di Ginevra (Dr. Fischer of Geneva), regia di Michael Lindsay-Hogg (1985)

### Televisione
- General Electric Theater – serie TV, episodio 6x01 (1957)
- Panico (Panic!) – serie TV, episodio 1x09 (1957)
- Goodyear Theatre – serie TV, episodio 2x13 (1959)
- June Allyson Show (The DuPont Show with June Allyson) – serie TV, episodio 1x26 (1960)
- L'ora di Hitchcock (The Alfred Hitchcock Hour) – serie TV, episodio 1x05 (1962)
- Gesù di Nazareth (Jesus of Nazareth), regia di Franco Zeffirelli – miniserie TV (1977)
- Le notti di Salem (Salem's Lot), regia di Tobe Hooper – miniserie TV (1979)
- A.D. - Anno Domini (A.D.), regia di Stuart Cooper – miniserie TV (1985)

## Riconoscimenti
- Premio Oscar
  - 1955 – Candidatura al miglior attore protagonista per È nata una stella
  - 1967 – Candidatura al miglior attore non protagonista per Georgy, svegliati
  - 1983 – Candidatura per il miglior attore non protagonista per Il verdetto

- Golden Globe
  - 1955 – Miglior attore in un film commedia o musicale per È nata una stella
  - 1963 – Candidatura al miglior attore in un film drammatico per Lolita
  - 1983 – Candidatura al miglior attore non protagonista per Il verdetto

- BAFTA
  - 1963 – Candidatura al miglior attore britannico per Lolita
  - 1968 – Candidatura al miglior attore britannico per Chiamata per il morto

- Evening Standard British Film Awards
  - 1978 – Premio speciale

- London Critics Circle Film Awards
  - 1986 – Attore dell'anno per Battuta di caccia (ex aequo con Richard Farnsworth per Vecchia volpe)

- Los Angeles Film Critics Association Awards
  - 1982 – Candidatura al miglior attore non protagonista per Il verdetto

- National Board of Review
  - 1953 – Miglior attore per Uomini senza paura, I topi del deserto, Accadde a Berlino e Giulio Cesare

- National Society of Film Critics Awards
  - 1980 – Candidatura al miglior attore non protagonista per Assassinio su commissione
  - 1986 – Candidatura al miglior attore protagonista per Battuta di caccia

- New York Film Critics Circle Awards
  - 1954 – Candidatura al miglior attore protagonista per È nata una stella
  - 1973 – Candidatura al miglior attore protagonista per Spirale d'odio

- Saturn Award
  - 1979 – Candidatura al miglior attore non protagonista per Il paradiso può attendere

## Doppiatori italiani
Nelle versioni in italiano delle opere in cui ha recitato, James Mason è stato doppiato da:
- Emilio Cigoli ne I deportati di Botany Bay, Ventimila leghe sotto i mari, Il principe coraggioso, Dietro lo specchio, L'isola nel sole, Viaggio al centro della Terra, Carosello matrimoniale, Finché dura la tempesta, Duffy, il re del doppiogioco
- Augusto Marcacci ne Il castello del cappellaio, La bella avventuriera, Settimo velo, Fuggiasco, I marciapiedi di New York, Sgomento, Operazione Cicero, È nata una stella[1]
- Giulio Panicali ne Il prigioniero di Zenda, Accadde a Berlino, Giulio Cesare, Storia di tre amori, Il suo angelo custode, Lolita, Amori di una calda estate, Georgy, svegliati
- Giorgio Piazza in L'agente speciale Mackintosh, Contratto marsigliese, La città sconvolta: caccia spietata ai rapitori, Paura in città, La croce di ferro, Il paradiso può attendere, Linea di sangue
- Sergio Graziani in L'uomo dalle due ombre, E continuavano a fregarsi il milione di dollari, La polizia interviene: ordine di uccidere!, Gesù di Nazareth[2], Assassinio su commissione
- Giuseppe Rinaldi in Gengis Khan il conquistatore, Gente di rispetto, Mandingo, A.D. - Anno Domini
- Nando Gazzolo in Lama alla gola, Infamia sul mare, Quasi una truffa, Frenesia del piacere
- Sandro Ruffini in Madame Bovary, Rommel, la volpe del deserto, I topi del deserto
- Bruno Persa in La caduta delle aquile, Chiamata per il morto, Mayerling
- Marcello Tusco in Le notti di Salem, Assisi Underground
- Gualtiero De Angelis ne Il ricattatore
- Gino Cervi in Pandora
- Stefano Sibaldi in Adultera senza peccato
- Riccardo Mantoni in Intrigo internazionale
- Giorgio Capecchi in Fuga da Zahrain
- Mario Pisu in Lord Jim
- Michele Malaspina in La nave dei dannati
- Gianni Musy ne I ragazzi venuti dal Brasile
- Gil Baroni in Attacco: piattaforma Jennifer
- Sergio Fiorentini in Delitto sotto il sole
- Gianni Bonagura ne Il verdetto
- Dante Biagioni in Barbagialla, il terrore dei sette mari e mezzo
- Oreste Rizzini in Presi nella morsa
- Enrico Luzi in Le notti di Salem (ridoppiaggio)